# Сегрейв, Николас, 1-й барон Сегрейв из Стоу
Николас де Сегрейв (англ. Nicholas de Seagrave (Segrave)); после 1256 — 25 ноября 1321) — английский аристократ и военачальник, 1-й барон Сегрейв из Стоу с 1295, маршал Англии в 1308—1316 годах, второй сын Николаса Сегрейва, 1-го барона Сегрейва, и Матильды де Люси. В 1295—1321 годах вызывался в английский парламент как «Николас де Сегрейв Младший». Имел значительные владения в Нортгемптоншире, Саффолке и Эссексе, в том числе замок в Бартон Сигрейв в Нортгемптоншире. Также благодаря браку он получил манор Стоу, по которому он себя называл «лорд Стоу».
Николас принимал участие в шотландских походах Эдуарда I, в том числе в осаде замка Керлаверок. Во время военной кампании 1303—1304 годов он самовольно покинул армию, из-за чего был приговорён к смертной казни, заменённой на заключение в Тауэре. Позже был восстановлен в правах. После восхождения на престол Эдуарда II Николас первоначально был его преданным сторонником, получив должность маршала Англии. Но позже он оказался в рядах баронской оппозиции, возглавляемой Томасом Плантагенетом, 2-м графом Ланкастером, вассалом которого был Николас, лишившись должности маршала. Оставил единственную дочь Мод, ставшей наследницей его владений.

## Происхождение
Николас происходил из аристократического рода Сегрейвов, известного с XII века. Его первым известным представителем был Гилберт Фиц-Херевард, который в 1166 году получил от Уильяма де Бомона, 3-го графа Уорика, поместья Сегрейв в Лестершире и Брайлес в Уорикшире. Его сын Стефан Сегрейв во время правления Генриха III стал юстициарием Англии и сосредоточил в своих руках большие владения. Внук Стефана, Николас Сегрейв, владел поместьями, сосредоточенными в Дербишире, Уорикшире, Хантингдоншире, Лестершире и Нортгемптоншире, а в 1295 году был вызван в парламент как 1-й барон Сегрейв.
Николас был женат на Матильде (Мод), которая, вероятно, происходила из рода Люси. От этого брака у него родилось 5 сыновей. Главным наследником владений и титулов стал старший из них, Джон Сегрейв, 2-й барон Сегрейв. Вторым сыном был Николас.

## На службе Эдуарда I
Год рождения Николаса неизвестен. Поскольку его старший брат родился, вероятно, в 1256 году, Николас родился позднее.
Служба Николаса началась в последние годы жизни отца, хотя в источниках сложно бывает различить, к кому относится какое известие. Впервые он появляется в источниках в 1291 году, когда служил кастеляном замков Дамбартон и Эр, получая жалование 16 шиллингов в день на свои расходы, кроме других выплат на припасы и укрепление обороны. Данный пост он сохранял как минимум до мая 1292 года. 1 августа 1295 года, ещё при жизни отца, умершего не позже ноября 1295 года, его впервые вызвали в английский парламент как «Николаса Сегрейва Младшего». При этом его старший брат Джон впервые был вызван в парламент только 26 августа 1296 года. В дальнейшем до самой смерти Николас регулярно получал вызовы в парламент.
В 1298 году он присутствовал в Фолкирке, а в 1300 году находился в свите констебля Англии Хамфри Богуна, 4-го графа Херефорда, во время осады замка Керлаверок, действуя как заместитель констебля. 12 февраля 1301 года он в числе других баронов во время заседания парламента в Линкольне поставил свою печать на петиции папе римскому, подписавшись как «Николас де Сегрейв, лорд Стоу».
Николас участвовал в шотландской кампании Эдуарда I 1303—1304 годов, в течение которой у него во время боя случился конфликт с Джоном Кромвелем. Оба обвиняли друг друга в тяжких преступлениях. Когда король отказался разрешить Сегрейву вызвать противника на суд поединком, заявив, что его рыцари должны сражаться с шотландцами, а не друг с другом, тот покинул армию и отправился во Францию, вызвав Кромвеля на бой оттуда. Ему удалось добраться до континента, хотя Роберт де Бургерш, констебль Дувра и хранитель Пяти портов и пытался ему помешать. Однако Кромвель, судя по всему, вызов не принял. Когда Николас вернулся в Дувр, его арестовали, но позже он при помощи 21 «барона» Дувра был освобождён и смог вернуться в своё поместье Стоу. После того как Эдуард I вернулся из Шотландии, он 21 января 1305 года приказал шерифу Нортгемптона передать Сегрейву распоряжение предстать перед парламентом, собравшимся в Вестминстере. Подчинившись предписанию, Николас 28 февраля явился на королевский суд и был, очевидно, приговорён к смертной казни. Однако казнь не состоялась, поскольку бароны заступились за Сегрейва, указав, что тот покинул королевство не для измены, а для встречи со своим обвинителем. В результате Сегрейва заключили в Тауэр, а позже он был помилован и освобождён под залог своего имущества и под поручительство 7 баронов, данное 21 марта. В результате король почти сразу восстановил Николаса в правах, поэтому он смог принять участие в последней шотландской компании Эдуарда I в 1307 году. После смерти Эдуарда I его наследник, Эдуард II 23 февраля 1308 года освободил Николаса от предыдущих обязательств.

## На службе у Эдуарда II
В начале правления нового короля Николас Сегрейв, в отличие от старшего брата, был одним из его самых преданных сторонников. Во время кризиса марта 1308 года он был назначен хранителем Нортгемптонского замка. После изгнания королевского фаворита Пирса Гавестона Сегрейв, который был одним из его немногих друзей в Англии, стал одним из четырёх «плохих» королевских советников, которых Эдуард II на заседании парламента в Нортгемптоне в августе 1308 года обещал отстранить. Однако нет никаких доказательств, что он в этот период играл важную роль при королевском дворе. До 1312 года его имя редко встречается среди свидетелей королевских хартий. Возможно, изгнание Николаса в 1308 году больше связано не с его личной деятельностью, а с тем, что он был соратником Томаса, графа Ланкастера, тогда ещё лояльного королю.
12 марта 1308 года Сегрейв получил должность маршала Англии, которая освободилась в 1306 году после смерти бездетного Роджера Биго, 5-го графа Норфолка. Данное назначение безуспешно пытался оспорить Уильям Маршал, заявивший, что поскольку эта должность ранее принадлежала его предкам, то по наследству она должна перейти к нему. Борьба между претендентами на должность оказалась настолько ожесточённой, что в июле 1311 года Эдуард II запретил обоим спорщикам появляться на заседания парламента вооружёнными.
В 1309 году Николас оказался вовлечён в спор с епископом Личфилда Уолтером Лэнгтоном из-за манора Крисхолл в Эссексе. Его в итоге урегулировал король в Ившеме. В том же году Николас с женой Алисой и рядом других аристократов были обвинены в том, что они недалеко от Кингстона (Беркшир) разрушили дома, принадлежавшие Ральфу де Монтермару, графу Глостеру и Херефордум.
В 1310 году Сегрейв в качестве маршала участвовал в неудачном походе Эдуарда II в Шотландию.
Пребывание Николаса на посту маршала Англии могло послужить одной из причин раннего конфликта между Эдуардом II и его родственником Томасом, графом Ланкастером, позже ставшим лидером баронской оппозиции королю. В ведении маршала Англии было назначение маршала казначейства. Первым его назначенцем стал Элиас де Пужер, умерший в сентябре 1310 года. На смену ему был назначен Джоселин Бранескомб. Хотя Сегрейв в это время был в Шотландии, по возвращении он подтвердил назначение маршала, однако король в 1311 году в день Святого Михаила заменил Бранескомба на гасконца Арнальда де Тилли, который был связан с Пирсом Гавестоном. Впрочем, Тилли вскоре, как и Гавестон, был выслан из Англии, поэтому баронам казначейства было приказано вновь принять в качестве маршала Бранескомба. Хотя Сегрейв вряд ли был главным действующим лицом в данном конфликте, он вполне мог повлиять на его отношение к королю.
20 сентября 1312 года в напряжённой атмосфере, возникшей после казни Пирса Гавестона лидерами баронской оппозиции, Сегрейв вместе с Эмаром де Валенсом, графом Пембруком, Хью Диспенсером Старшим, Эдмундом Моли и его старым противником Джоном Кромвелем вошёл в состав делегации, которая отправилась в лондонскую ратушу, чтобы просить усилить оборону города для защиты от врагов короля. 20 декабря он вместе с графом Пембруком и Диспенсером Старшим выступал от имени короля свидетелем договора между Эдуардом II и баронской оппозицией. В 1313—1314 годах его имя продолжает иногда появляться в качестве свидетеля королевских хартий, но после 6 декабря 1314 года он засвидетельствовал только одну хартию в Йорке, датированную 20 мая 1319 года. Возможно, малое участие Сегрейва в делах королевского двора в этот период было связано с его службой графу Ланкастеру, вассалом которого он продолжал оставаться до самой смерти.
В 1314 году Сегрейв участвовал в новой шотландской кампании Эдуарда II, закончившейся разгромом англичан в битве при Бэннокберне.

## В оппозиции королю
После гибели Уильяма Маршала в битве при Бэннокберне в 1314 году Николас лишился соперника на должность маршала Англии, однако занимал он её недолго. Уже в 1316 году он был смещён с неё; новым маршалом стал Томас Бразертон, 1-й граф Норфок, единокровный брат короля.
Об участии Николаса в последующих событиях известно не очень много. В 1317 году король издал приказ о задержании Сегрейва и конфискации его владений, подобный приказам, касающимся других сторонников графа Ланкастера. Впрочем, 24 сентября 1317 года приказ был отменён. В 1318 году Сегрейв в числе других вассалов Томаса Ланкастера был помилован за все преступления, совершённые до 7 августа, а также был включён в комитет, который определил повестку предстоящего парламента.
В 1318—1319 годах Николас с четырьмя рыцарями и 10 пехотинцами находился в подчинении графа Ланкастера в Шотландии, приняв участие в осаде Берика. А в октябре 1320 года он от имени графа Ланкастера участвовал в заседании парламента в Вестминстере. В январе 1321 года Николас был назван в числе магнатов, которые были уполномочены встретиться с королём Шотландии Робертом I Брюсом. 21 октября того же года ему было запрещено посещать собрания «хороших пэров».
Николас умер 25 ноября 1321 года.
В поэме «Осада Керлаверока» (англ. The Siege of Carlaverock), посвящённой осаде замка Керлаверок в 1300 году, Николас описан как человек, «которого природа украсила телом и обогатила сердцем». В «Flores Historiarum» Сегрейв описан как один из выдающихся деятелей королевства.

## Наследство
Николас имел значительные владения в Нортгемптоншире, Саффолке и Эссексе. В их число входили поместья Вестон в Нортгемптоншире, Хейдон в Эссексе и Пизенхолл в Саффолке, по поводу которых у него был долгий спор с Алисой, вдовой Роджера Биго, 5-го графа Норфолка.
Основные поместья Николаса располагались в Нортгемптоншире. Это были Стоу, полученный им благодаря браку и ставший его основным местопребываниям, и Бартон Сигрейв, который по королевской лицензии от 1310 года он смог переделать в замок.
Наследницей его владений стала единственная дочь Мод, которой к моменту смерти отца было не менее 25 лет. Она вышла замуж за Эдмунда де Бохуна из Черч-Брамптона (Нортгемптоншир), близкого родственника графа Херефорда. Брак, однако, был бездетным, в результате баронский титул после её смерти угас. Поместье Стоу же перешло к сыну её матери от первого брака.

## Герб
В поэме «Осада Керлаверока» даётся описание герба Николаса. За основу он взял герб своего отца (унаследованный старшим братом Николаса, Джоном), который представлял собой треугольный геральдический щит, покрытый чернью, на котором размещался серебряный лев, увенчанный золотой короной. На него Николас добавил красную метку.

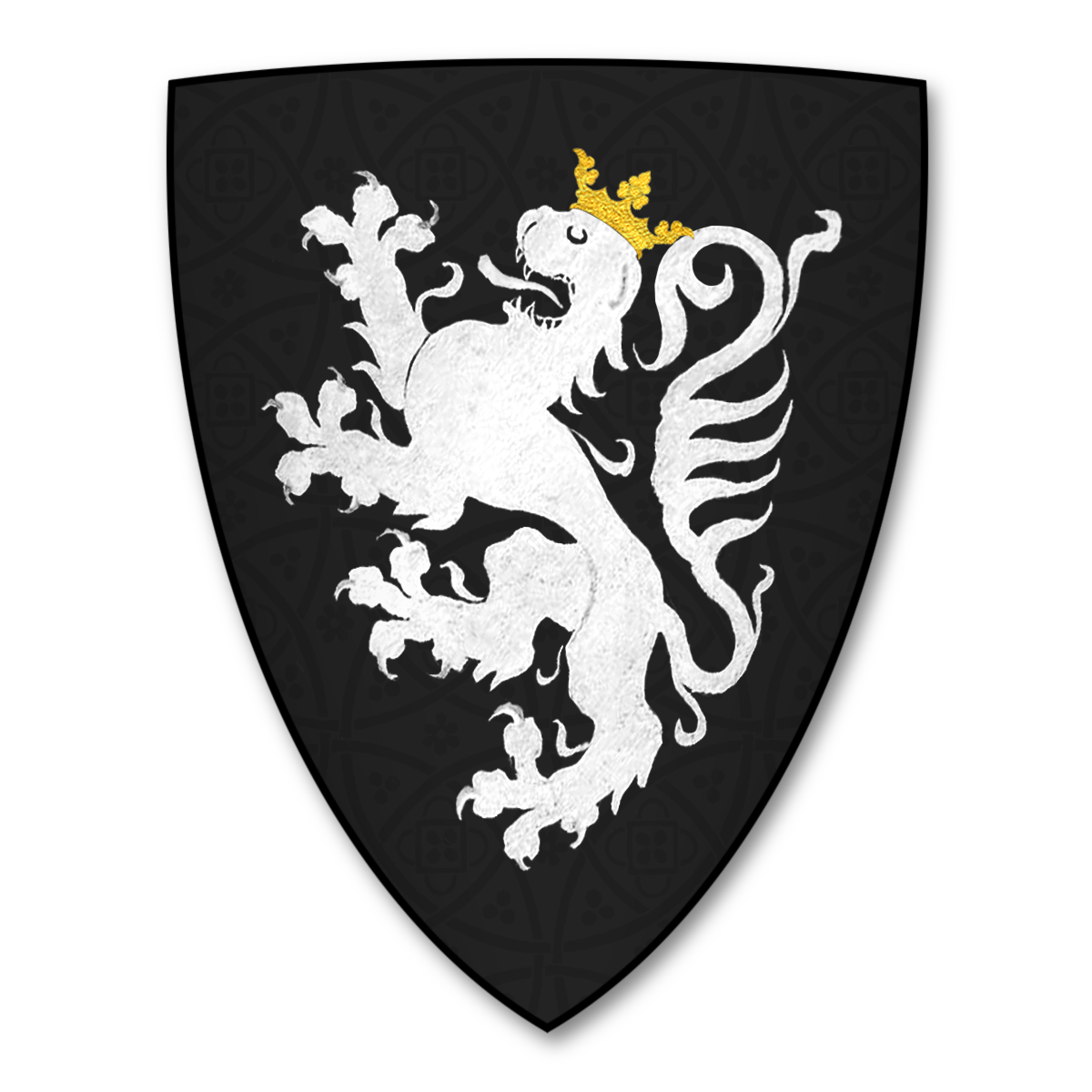
Герб Николаса Сегрейва Старшего, 1-го барона Сегрейва, и Джона Сегрейва, 2-го барона Сегрейва
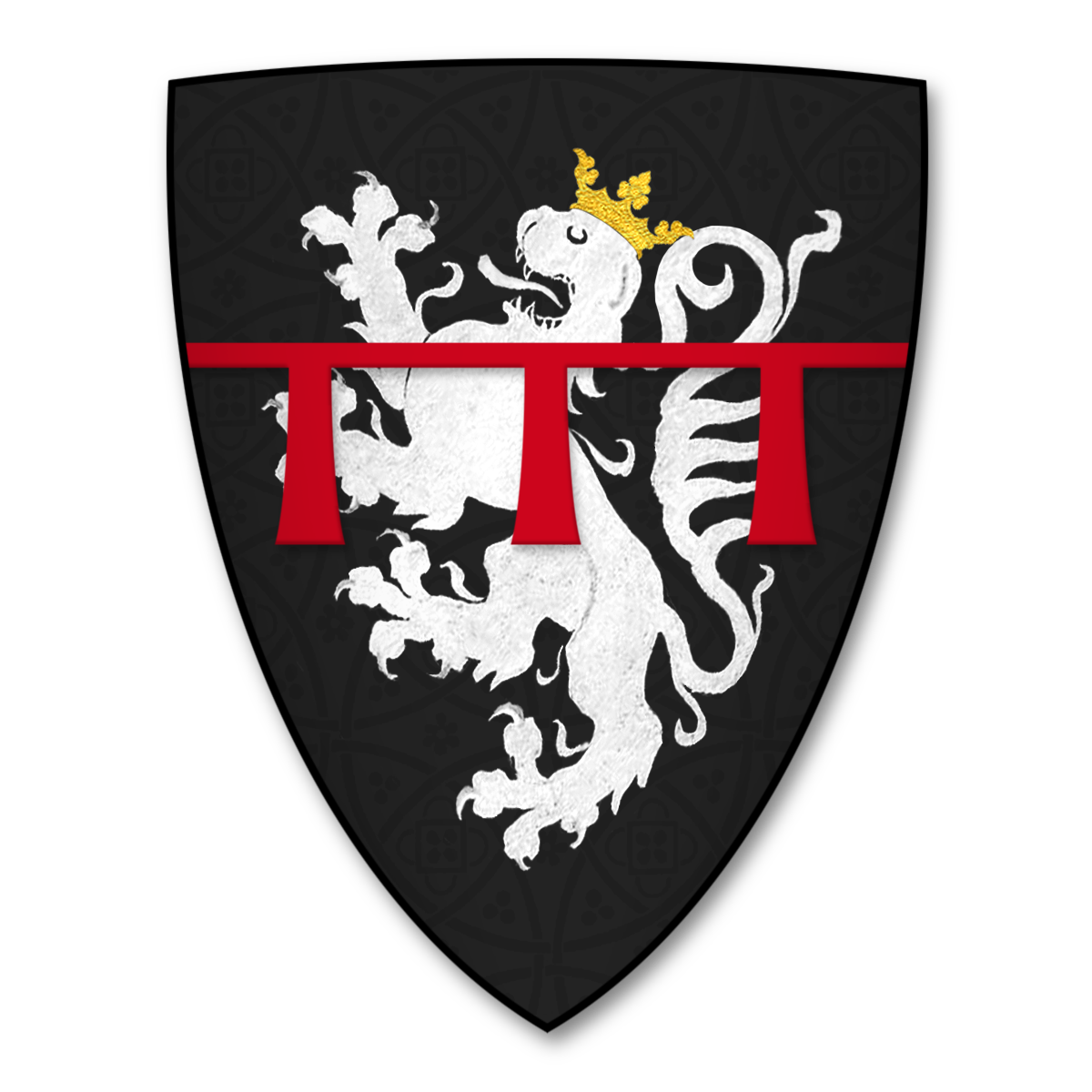
Герб Николаса де Сегрейва Младшего, барона Стоу

## Брак и дети
Жена: Алиса де Арментерс, дочь Джеффри де Арментерса, вдова Джерарда Лайла.
- Мод Сегрейв (около 1296 — 20 марта 1335), 2-я баронесса Сегрейв из Стоу (де юре) с 1321; муж: Эдмунд Богун из Черч-Брамптона[5][14]